# Contracte de corretatge
El contracte de corretatge o de mediació és aquell contracte segons el qual una de les parts, el corredor, facilita, mitjançant una retribució, la conclusió d'un negoci jurídic amb un tercer.
Així doncs, la finalitat d'aquest contracte és la de posar en relació les parts que han de subscriure un futur contracte, sigui quin sigui aquest.
La mediació no s'ha d'identificar amb la comissió encara que tingui certes afinitats amb aquest contracte. Així, encara que el mediador o corredor s'obliga a realitzar un encàrrec rebut d'una altra persona, la seva activitat, a diferència de la del comissionista, no és pròpiament jurídica, sinó material (aproximació dels dos futurs contractants). Tampoc se l'ha de confondre amb l'arrendament d'obra, ja que el mediador en principi no es compromet a aconseguir un resultat concret, sinó simplement a dur a terme l'activitat de cerca de possibles contractants.